# Кайботт, Марсиаль
Марсиа́ль Кайбо́тт (фр. Martial Caillebotte; 7 апреля 1853, Париж — 16 января 1910, Париж) — французский пианист, композитор, фотограф, филателист. Один из предтеч музыкального импрессионизма. Брат художника Гюстава Кайботта.

## Биография
Марсиаль Кайботт, младший брат Гюстава Кайботта, родился 7 апреля 1853 года в Париже, в семье Марсиаля Кайботта (1799—1874), состоятельного фабриканта, и его жены Селесты Дофрен (фр. Céleste Daufresne; 1819—1878). Семье принадлежали имение в Йере и дом в VIII округе Парижа.
С 1870 по 1874 год (по другим данным с 3 ноября 1873 года) Марсиаль обучался в Парижской консерватории, где его преподавателями были Антуан-Франсуа Мармонтель (фортепиано) и Теодор Дюбуа (гармония). В те же годы, также у Мармонтеля, в консерватории обучался Клод Дебюсси, крупнейший представитель музыкального импрессионизма. Впоследствии Марсиаля Кайботта отнесут к предшественникам этого направления.
В 1877 году Марсиаль и Гюстав начали собирать коллекцию марок, которая со временем стала одним из самых выдающихся собраний эпохи: в ней имелись марки всех существовавших на тот момент стран. Впоследствии братья продали свою коллекцию английскому собирателю Томасу Таплингу, который дополнил её и завещал Британскому музею, где она и находится до сих пор. Они также создали оригинальную систему классификации, которая до сих пор используется филателистами; опубликовали совместное исследование, посвящённое маркам Мексики, и внесли большой вклад в изучение марок Австралии. В 1921 году оба брата были посмертно внесены в Список выдающихся филателистов среди «отцов филателии».
После смерти родителей братья, очень привязанные друг к другу, долгое время жили совместно: с 1879 года в Париже на бульваре Осман, с 1881 — в Женвилье. Помимо филателии, их объединял ряд других общих увлечений, в том числе коллекционирование фарфора и фаянса (начатое Гюставом и продолженное Марсиалем) и парусный спорт. Оба брата были членами парижского яхт-клуба (Cercle de la voile de Paris) и многократно принимали совместное участие в регатах в Нормандии и Аржантёе.
В 1887 году Марсиаль женился на Мари Миноре (Marie Minoret); в браке родились сын Жан и дочь Женевьева. После женитьбы Марсиаль поселился с семьёй в Париже, тогда как Гюстав с его спутницей жизни Шарлоттой Бертье предпочли Женвилье; тем не менее братья продолжали часто видеться, регулярно навещая друг друга. Гюстав Кайботт нередко изображал брата на своих картинах («Молодой человек за фортепиано», 1876, «Апельсиновые деревья», 1878, «Партия в безик», 1881 и др.); в свою очередь Марсиаль, увлекавшийся фотографией, создал множество снимков Гюстава. Благодаря Гюставу Марсиаль был знаком со многими художниками и литераторами и, в частности, поддерживал близкие отношения с Клодом Моне и Огюстом Ренуаром. Последний написал в 1895 году портрет детей Марсиаля.
После смерти Гюстава Кайботта в 1894 году его собрание картин (63 работы Ренуара, Моне, Мане, Дега и других художников) было поровну разделено между Марсиалем и Ренуаром. В 1896 году, согласно завещанию художника, бо́льшая часть коллекции поступила в Люксембургский музей.
Марсиаль Кайботт умер в 1910 году у себя дома в Париже от сердечного приступа.

## Творчество
Оба брата, Марсиаль и Гюстав, не стремились к личной славе и при жизни больше проявили себя как меценаты. Марсиаль пользовался некоторой известностью как композитор, однако после его смерти его творчество было забыто. Повторное открытие состоялось лишь в конце XX — начале XXI века, во многом благодаря усилиям французского баритона Бенуа Риу (Benoît Riou), проявившего интерес к забытому композитору. В числе написанного Марсиалем Кайботтом:
- вокальные произведения: драматическая поэма «Дон Паэс» для сопрано, тенора, баритона и баса (Don Paez, 1877), «Сцены и мелодии» для голоса и фортепиано (Scènes et Mélodies, 1884), «Два монаха» для баса и фортепиано (Deux moines, 1891);
- хоровые и оркестровые произведения: «День: сцены для хора и оркестра» (Une journée, scènes pour chœur et orchestre, 1889), Roncevaux, симфоническая драма для хора и солистов (ок. 1891);
- пьесы для фортепиано: «Вальс для фортепиано» (Valse pour piano, 1878), «Балетные мотивы» (Airs de ballets, 1889);
- религиозная музыка: «Dies Irae» для сопрано, тенора, хора и оркестра (1882), «Блудный сын»: библейская сцена для тенора, баса, хора и оркестра (L’Enfant prodigue, 1883), «Торжественная пасхальная месса» (Messe solennelle de Pâques, 1896);
- оперы: комическая опера «Веер» (L'Éventail, 1875), одноактная опера «Отчаявшийся» (Le Désespéré, 1889);

и другие произведения.
Некоторые сочинения были изданы при жизни композитора; другие сохранились в рукописях. Первое прижизненное исполнение его произведений состоялось в 1878 году в парижском зале Плейель; были исполнены «Прелюдия» для фортепиано и один из «Балетных мотивов». В 1896 году в церкви Нотр-Дам-де-Лорет
состоялась премьера одного из наиболее значительных произведений Кайботта — «Торжественной мессы». В 2010-х годах религиозная музыка Кайботта, отличающаяся гармонической сложностью и тональной неустойчивостью, неоднократно исполнялась и записывалась французским хором Chœur Vittoria.
Наряду с занятиями музыкой Марсиаль Кайботт, под влиянием своего шурина Мориса Миноре, увлёкся фотографией, и к 1890-м годам это увлечение переросло из простого хобби в нечто более серьёзное и основательное. Фотографии Марсиаля обнаруживают много общего с картинами Гюстава Кайботта: тот же круг тем — сцены повседневной жизни, виды Парижа, парусные регаты — и тот же интерес к необычным, непривычным ракурсам и перспективам. В некоторых случаях фотографии Марсиаля буквально воспроизводят композицию картин Гюстава Кайботта; учитывая, что художника упрекали в излишней «фотографичности» его работ, можно было бы предположить, что в их создании он опирался на снимки брата, однако в действительности картины были написаны намного ранее и это, наоборот, Марсиаль впоследствии создавал своеобразные «оммажи» творчеству Гюстава. В целом же фотографии Марсиаля не отличаются той художественной самобытностью, которая присуща искусству его старшего брата; в большинстве своём они были лишь способом запечатлеть момент и предназначались для семейных альбомов.

## Память
В 2011 году в парижском музее Жакмар-Андре прошла выставка под названием «Dans l’intimité des frères Caillebotte. Peintre et Photographe» («Личный мир братьев Кайботт. Художник и фотограф»). На ней были представлены более 50 картин Гюстава Кайботта и около 130 фотографий (современных отпечатков с оригиналов) Марсиаля Кайботта. Выставка была организована таким образом, чтобы подчеркнуть общность жизненных и творческих интересов обоих братьев, переклички между живописью одного и фотоискусством другого.
С 2013 года одна из парижских улиц в XX округе носит имя Гюстава и Марсиаля Кайботтов (rue Gustave et Martial Caillebotte).